# PCB (software)
 For alternative betydninger, se PCB. (Se også artikler, som begynder med PCB)
PCB er et open-source softwareprogram, der oprindelig udgivet i 1990 til automatisk design af elektroniske kredsløb på en printplade. 
| Software | Spire Denne artikel om software og programmering er en spire som bør udbygges. Du er velkommen til at hjælpe Wikipedia ved at udvide den. |